# 한성여객
한성여객운수는 서울특별시 노원구를 근거지로 한 서울특별시의 시내버스 회사이다. 계열사로는 삼화상운, 관악교통, 흥안운수, 흥안마을버스, 서울교통네트웍 등이 있다.

## 주요 연혁
2004년 서울시내버스 개편 이전
- 1962년 1월 31일: 회사 설립[1]
- 1988년: 신촌운수(현 중부운수)에서 감차로 인한 잉여차량을 인수받았다.
- 2002년: 당시 같은 계열사로 경영난에 빠진 한성버스[2]를 흡수합병하였다.

2004년 서울시내버스 개편 이후
- 2004년 7월 1일: 2004년 서울특별시 버스 개편으로 지선버스 13개/간선버스 2개 노선으로 운행 개시하였고, 계열사인 서울교통네트웍 컨소시엄에 지분을 출자하였다.
- 2010년: 양천구에 연고를 둔 관악구의 시내버스 회사인 관악교통이 흥안운수에 인수되어 계열사로 편입되면서 본 회사와도 같은 계열사가 되었다.

## 운행 노선
2023년 2월 1일 기준이다.
| 운행노선     | 운행구간          | 운행구간 | 운행구간        | 배차간격 (분)    | 인가 대수 | 비고 |
| ------------ | ----------------- | -------- | --------------- | ---------------- | --------- | --- |
| 100번        | 하계동            | ↔        | 용산구청        | 6~13             | 30        | 구 103번, 149번, 서울역 경유                                                                             |
| 172번        | 하계동            | ↔        | 상암동          | 8~12             | 27        | 구 34-1번 변경, 시청역 경유, 1017번과 같은 장위동 구간 저상버스 투입 불가                                |
| 1017번       | 월계동            | ↔        | 상왕십리역      | 10~13            | 11        | 구 34번 단축, 고려대학교, 172번과 같은 장위동 구간 저상버스 투입 불가                                    |
| 1120번       | 하계동            | ↔        | 삼양동입구      | 10~13            | 15        | 구 407번, 창동역 경유                                                                                    |
| 1131번       | 중계본동종점      | ↔        | 석계역          | 13~25            | 1         | 구 485번, 흥안운수와 공동배차로 운행한다                                                                 |
| 1140번       | 삼화상운 (월계동) | ↔        | 중계동          | 10~20            | 2         | 2004년 7월 1일 신설. 삼화상운과 공동배차로 운행한다. 하계역 경유                                         |
| 1141번       | 중계본동종점      | ↔        | 석계역          | 13~25            | 1         | 구 483-1번, 흥안운수와 공동배차로 운행한다.                                                              |
| 1143번       | 중계동            | ↔        | 수락산역        | 13~20            | 1         | 구 484번 변경. 삼화상운, 흥안운수와 공동배차로 운행한다. 화랑대역 경유                                   |
| 1144번       | 하계동            | ↔        | 우이동          | 13~18            | 9         | 구 333번 단축, 노원구청 경유                                                                             |
| 1154번       | 한성여객종점      | ↔        | 의정부 (신곡동) | 8~15             | 12        | 구 20-3번 연장, 마들역 경유                                                                              |
| 1227번       | 한성여객종점      | ↔        | 전농로터리시장  | 8~15             | 14        | 구 15번 단축, 변경, 먹골역 경유                                                                          |
| 8101번       | 도봉보건소        | ↔        | 시청역          | 5~10             | 1         | 맞춤버스. 아진교통, 선일교통, 진아교통, 삼양교통과 공동배차로 운행한다.                                  |
| 8146번       | 상계주공7단지     | ↔        | 강남역          | 5 (1일 3회 운행) | 0         | 새벽맞춤버스. 흥안운수에서 운행하는 146번 버스와 동일한 노선으로 1일 3회 (03:50, 03:55, 04:00) 운행한다. |
| N51번        | 하계동            | ↔        | 시흥동          | 30~50            | 4         | 2022년 4월 18일 신설 범일운수와 공동배차로 운행한다.                                                     |
| 서울09출근번 | 의정부시 민락교   | →        | 노원역          | 1일4회           | 1         | 삼화상운, 흥안운수와 공동배차로 운행한다.                                                                |

## 이전 보유 노선
간선버스
- ● 103번: 하계동 - 서빙고동《신설노선. 2005년 149번으로 노선번호 변경, 노선 연장(서빙고동→서초동)》(현 삼화상운 103번 노선과 무관하다.)
- ● 149번: 하계동 - 서초동《구 103번에서 노선연장. 2012년 3월 100번으로 노선번호 변경)

지선버스
- ● 1129번: 상계동 - 창동역《구 410번, 개편 후 삼화상운으로 노선 양도》
- ● 1138번: 남양주 별내신도시 - 수유역《구 7번 단축, 이 노선은 흥안운수, 삼화상운과 공동 배차했다.》
- ● 1145번: 하계동 - 도봉동《구 215번 단축, 2005년 중반 폐선.》
- ● 1147번: 하계동 - 고려대《구 15번 단축, 2006년 1227번으로 노선번호 변경 및 노선연장.》
- ● 1153번: 상계동 - 장암동《구 720-1번, 2008년에 1154번과 노선 통합.》

맞춤버스
- ● 8110번: 하계동 - 길음뉴타운《2009년 7월 11일에 폐선》
- ● 8112번: 장위뉴타운 - 성신여대입구역《2023년 1월 27일에 폐선, 아진교통, 삼양교통, 진아교통과 공동배차.》
- ● 8146번: 상계주공7단지 - 강남역《2009년 7월 11일에 폐선, 흥안운수, 삼화상운과 공동배차.》

## 보유 차량

#### KGM커머셜
- 에디슨모터스 E-화이버드
- KGM 스마트 110

#### 현대자동차
- 현대 그린시티
- 현대 뉴 슈퍼 에어로시티
- 현대 저상 뉴 슈퍼 에어로시티
- 현대 블루시티
- 현대 일렉시티

#### 하이거 버스
- 하이거 하이퍼스

#### 비야디 자동차
- BYD eBus-12

## 갤러리

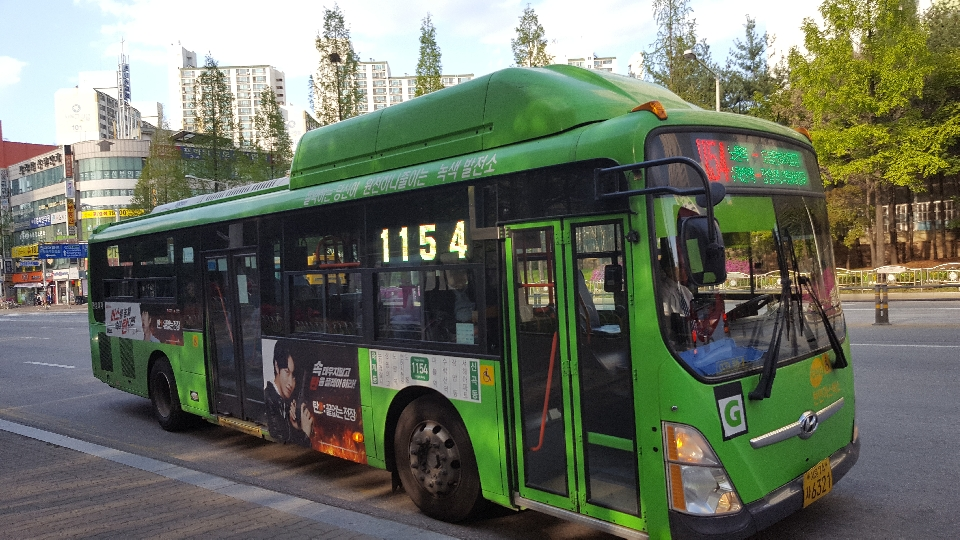
서울시내버스 1154번

## 같이 보기
- 관악교통
- 동아운수
- 서울교통네트웍
- 흥안운수
- 삼화상운
- 흥안마을버스